# Заслуженный пилот СССР
Заслуженный пилот СССР — почётное звание, присваиваемое лётному составу гражданской авиации СССР, имеющему квалификацию пилота 1 класса, за особые заслуги в освоении современной авиационной техники, применение наиболее совершенных методов самолётовождения, высокие показатели в воспитании и обучении лётных кадров, многолетнюю безаварийную лётную работу и за выдающиеся достижения по применению авиации в народном хозяйстве страны.
Присваивался Президиумом Верховного Совета СССР по представлению Министра гражданской авиации СССР. Лицам, удостоенным звания «Заслуженный пилот СССР» вручалась грамота Президиума Верховного Совета СССР и нагрудный знак установленного образца, носимый на правой стороне груди, над орденами СССР (при их наличии).
Лишение почётного звания «Заслуженный пилот СССР» могло быть произведено только Президиумом Верховного Совета СССР (по представлению суда или Министра гражданской авиации СССР).

## Первые кавалеры
Первыми кавалерами почётного звания «Заслуженный пилот СССР» 16 августа 1966 года стали 27 человек:
- Абдраимов, Ишембай;
- Алиев, Нуриддин Меджидович;
- Анопов, Борис Андрианович;
- Антохин, Фёдор Васильевич;
- Банный, Михаил Афанасьевич;
- Барилов, Дмитрий Иванович;
- Блохин, Иван Панкратьевич;
- Борисов, Николай Васильевич;
- Жолудев, Леонид Васильевич;
- Калошин, Александр Степанович;
- Картамышев, Пётр Васильевич;
- Ковтюх, Николай Григорьевич;
- Корнев, Михаил Максимович;
- Кохановский, Сергей Николаевич;
- Купало, Виктор Маркович;
- Лейбенко, Алексей Михайлович;
- Михайлов, Павел Михайлович;
- Мищенко, Иван Иванович;
- Москаленко, Пётр Павлович;
- Осипов, Борис Семёнович;
- Парамонов, Георгий Михайлович;
- Порфиров, Николай Гаврилович;
- Семенков, Алексей Иванович;
- Тарасов, Иван Михайлович;
- Фролов, Иван Иванович;
- Цховребов, Харитон Николаевич;
- Ширяев, Лев Александрович.

## История
- Установлено Указом Президиума Верховного Совета СССР от 30 сентября 1965 года;
- Упразднено Указом Президиума Верховного Совета СССР от 22 августа 1988 года;
- 30 декабря 1995 года Указом Президента Российской Федерации установлено почётное звание Заслуженный пилот Российской Федерации